# نيك رينولدز
نيك رينولدز (بالإنجليزية: Nick Reynolds)‏ هو موسيقي أمريكي، ولد في 27 يوليو 1933 في سان دييغو في الولايات المتحدة، وتوفي في 1 أكتوبر 2008 بسبب مرض تنفسي.

## وصلات خارجية
- نيك رينولدز على موقع IMDb (الإنجليزية)
- نيك رينولدز على موقع ميوزك برينز (الإنجليزية)
- نيك رينولدز على موقع ديسكوغز (الإنجليزية)
- نيك رينولدز على موقع قاعدة بيانات الفيلم (الإنجليزية)